# Sivakkavaara
Sivakkavaara är en kulle i Finland. Den ligger i Sodankylä kommun i landskapet Lappland, i den norra delen av landet, 800 km norr om huvudstaden Helsingfors. Toppen på Sivakkavaara är 302 meter över havet, eller 72 meter över den omgivande terrängen. Bredden vid basen är 3,7 km.
Terrängen runt Sivakkavaara är huvudsakligen platt. Trakten runt Sivakkavaara är nära nog obefolkad, med mindre än två invånare per kvadratkilometer.